# Шоркино (Ядринский район)
Шо́ркино (чув. Паскасси) — деревня в составе Мочарского сельского поселения Ядринского района Чувашской Республики.

## География
Расстояние до столицы республики — Чебоксары — 62 км, до районного центра — города Ядрин — 21 км, до железнодорожной станции (Чебоксары) — 62 км. Деревня расположена на левом берегу реки Ошмашка. 
Часовой пояс
Деревня Шоркино, как и вся Чувашская Республика, находится в часовой зоне МСК (московское время). Смещение применяемого времени относительно UTC составляет +3:00.
Административно-территориальная принадлежность
В составе: Ядринской (до 10 декабря 1926 года), Тораевской (до 1 октября 1927 года) волостей Ядринского уезда, Ядринского района (с 1 октября 1927 года). Сельские советы: с 1 октября 1927 года — Нижнемочарский, с 1 октября 1928 года — Верхнемочарский, с 14 июня 1954 года — Чебаковский:279.

## Топонимика
Название, вероятно, произошло от мужского имени Шуру́к, Шурка́: 

Шурка — бледный (о человеке).— Словарь чувашского языка.
Исторические и прежние названия
Исторические: Шоркинский, Шоркин. 

Прежние: Шоркина (1904), Паскасси (1927, 1931). 

## История
Деревня появилась в XVIII веке как выселок деревни Янымова (ныне не существует), в XIX — начале XX века околоток этой же деревни. Жители до 1866 года —  государственные крестьяне; занимались земледелием, животноводством, бондарным, портняжным промыслами. В начале XX века функционировали 2 ветряные мельницы. 

В 1931 году образован колхоз «Красный пахарь». По состоянию на 1 мая 1981 года деревня Шоркино Чебаковского сельского совета — в составе совхоза «Ядринский»:110.   
Религия
В конце XIX — начале XX века жители деревни были прихожанами Владимирской церкви церкви села Малое Чурашево (Построена не позднее 1793 года, деревянная, однопрестольная; вновь отстроена в 1830 году на средства прихожан. Церковь каменная с главным престолом во имя Владимирской Божией Матери, придел во имя Святого Архангела Михаила. Закрыта в 1941 году, открыта вновь в 1944 году. С 1993 года — подворье Чебоксарского Троицкого мужского монастыря).

## Население
Число дворов и жителей: в 1795 году — выселок Шоркинский первый — 14 дворов, выселок Шоркинский второй — 14 дворов; Шоркино: в 1858 году — 56 мужчин, 57 женщин; в 1897 — 86 мужчин, 101 женщина; в 1926 — 49 дворов, 108 мужчин, 130 женщин; в 1939 — 95 мужчин, 111 женщин; в 1979 — 49 мужчин, 71 женщина; в 2002 — 31 двор, 61 человек: 30 мужчин, 31 женщина; в 2010 — 21 частное домохозяйство, 45 человек: 22 мужчины, 23 женщины.

По данным Всероссийской переписи населения 2002 года в деревне Шоркино Нижнемочарского сельского совета проживали 61 человек, преобладающая национальность — чуваши (98%).